# Graham Warren
Graham Warren (ur. 1926 w Suvie, zm. 2005) – australijski żużlowiec.

## Życiorys
Czterokrotnie wystąpił w turnieju finałowym indywidualnych mistrzostw świata, w latach 1949 (12. miejsce), 1950 (3. miejsce – brązowy medal), 1952 (13. miejsce) oraz 1953 (12. miejsce).